# كاثال ريان
كاثال ريان (بالإنجليزية: Cathal Ryan)‏ هو لاعب كرة القدم الغالية أيرلندي، ولد في 16 أكتوبر 1985 في بورتلاويس في جمهورية أيرلندا.